# Senjīk
Senjīk (persiska: سِنجيليك, سنجیک, Senjīlīk, سَنحَلَك) är en ort i Iran.   Den ligger i provinsen Västazarbaijan, i den nordvästra delen av landet, 600 km väster om huvudstaden Teheran. Senjīk ligger 1 551 meter över havet och antalet invånare är 142.
Terrängen runt Senjīk är lite bergig.Runt Senjīk är det ganska tätbefolkat, med 185 invånare per kvadratkilometer. Närmaste större samhälle är Qūshchī, 13,4 km nordost om Senjīk. Trakten runt Senjīk består i huvudsak av gräsmarker.